# Ciszpadániai Köztársaság
A Ciszpadániai Köztársaság (olasz nevén Repubblica Cispadana, franciául République cispadane): rövid életű, 1796–1797 között fennálló történelmi állam volt Közép-Itáliában, a francia forradalom exportjának gyümölcse, hivatalosan a Francia Köztársaság testvérköztársasága (République soeur), valójában csatlós állam, amelyet Napoléon Bonaparte tábornok hozott létre az első koalíciós háború során elfoglalt Modena, Reggio, Ferrara és Bologna fejedelemségek és városok területéből. 1797-ben Bonaparte tábornok megszüntette és az ugyancsak általa kreált Ciszalpin Köztársaságba olvasztotta.

## Története
Az első koalíció háborúja során Bonaparte tábornok forradalmi csapatai bevonultak Észak-Itáliába. 1796 februárjára átkeltek a stratégiai fontosságú Pó folyón, benyomultak a pápai állam területére, és a helyi kollaboráns köztársasági elemekre támaszkodva mindenütt lerombolták a fennálló feudális állami struktúrákat.
A pápai állammal közvetlenül határos Modenai Hercegségben 1796 augusztusában a helyi republikánusok felkeltek és elűzték a régi hercegi kormányzatot. A Modenai Hercegséget alkotó Modena és Reggio, valamint Bologna és Ferrara, amelyek a pápai államhoz tartozó legációk voltak, önálló köztársaságokká nyilvánították magukat. 1796 októberében ezek a Pó folyótól délre eső kis köztársaságok megalakították a Ciszpadániai Szövetséget (Federazione Cispadana). A köztársaságok küldöttei – a megszálló francia katonai hatóság ellenőrzése alatt – 1796. december 27-én Reggióban kongresszusra gyűltek össze. A kongresszus első ülésnapján kikiáltották az új, közös államot, a Ciszpadániai Köztársaságot, megkezdték az alkotmány kidolgozását és az államszervezést. Mintaképnek a francia Direktórium államszervezetét tekintették. A Pó folyó északi (bal) partján, a Bonaparte által elfoglalt Lombardia területén ugyanígy megalakult a másik testvérállam, a Transzpadániai Köztársaság. A két testvérköztársaságot csak a Pó és a Mincio folyók választották el egymástól, a két terület közötti összeköttetést az osztrákok által erősen tartott Mantova erődje reteszelte el.
A reggiói kongresszus 1797. január 9-én fejezte be munkáját. Február 17-én Wurmser tábornagy, a mantovai erődöt védelmező csapatok parancsnoka kapitulációra kényszerült. Mantova elestével szabaddá vált a kapcsolat a két testvérköztársaság között. Bologna és Ferrara már februárban bejelentették, hogy leválnak a Ciszpadániai Köztársaságról, és a szomszédos Transzpadániai Köztársasághoz kívánnak csatlakozni.
A Transzpadániai Köztársaságból és a hozzá újonnan csatlakozott területekből 1797. június 29-én Bonaparte tábornok létrehozta az új Ciszalpin Köztársaságot. Rövidesen a Ciszpadániai Köztársaság maradékát is feloszlatta, tagállamait a Direktórium 1797. július 9-én kelt dekrétuma szintén a Ciszalpin Köztársaságba olvasztotta.

## Az állam neve
Az állam neve kb. a „Pó folyón inneni Köztársaság”nak fordítható. A latin cis szóból (jelentése a felénk eső oldalon), és a Pó folyó latin nevéből (Padus) képezték. A kifejezés a Pó folyóra Itália felől tekintő szemléletet tükrözi. (Testvérállama, a Transzpadániai Köztársaság hasonló logikával a „Pó folyón túli Köztársaságot” jelenti). Az ókorban Augustus Caesar kb. ugyanezt a területet illette Gallia Cispadana névvel. A Padánia földrajzi név (a Pó folyó völgye, vidéke) a modern Olaszországban a regionalizmust valló pártok politikai retorikájába is bevonult.

## Ciszpadánia zászlaja

A Ciszpadániai Köztársaság trikolórja.

A ciszpadániai kongresszus 14. ülésnapján, 1797. január 7-én Giuseppe Compagnoni, az emilia-romagnai Lugo város küldötte, javaslatot terjesztett a küldöttek elé, amely szerint Ciszpadánia állami zászlaja vízszintesen sávozott, piros-fehér-zöld színű trikolór legyen. A kongresszus elfogadta a javaslatot. Az állami címert már január 2-án elfogadták, a babérkoszorúba foglalt tegezt, amelyben 4 nyílvessző jelképezi a köztársaságot alkotó 4 várost: Bolognát, Ferrarát, Modenát és Reggio Emiliát. Január 25-én Massa és Carrara részére egy 5. nyílvessző felvételét is javasolták, de erre már nem került sor. A Ciszpadániai Köztársaság zászlaja 1797. május 19-ig volt használatban. A ciszpadániai trikolór volt a későbbi olasz egység nemzeti színeinek első együttes megjelenése, sokan az olasz nemzeti lobogó előképének tekintik. Ugyanezek a színek, függőleges sávozással alkotják a modern Olaszország állami zászlóját is. (2006-ban Salzburgban és 2007-ben Stuttgartban Paolo Bettini, az országúti kerékpáros világbajnokságon győztes olasz csapat tagja a ciszpadániai zászlót lobogtatva lépett a győzelmi dobogóra).

## Külső hivatkozások
- Repubblica Cispadana (MSN-Encarta –archive.org)
- Cispadane Republic (Encyclopedia Britannica)
- A Ciszpadániai Köztársaság zászlaja